# Thamnodynastes rutilus
Thamnodynastes rutilus là một loài rắn trong họ Rắn nước. Loài này được Prado mô tả khoa học đầu tiên năm 1942.